# Stig Dalager
Stig Dalager (Koppenhága, 1952. október 19. –) dán író. Ötvenegy különféle irodalmi mű szerzője, többnyire regényeké és színdaraboké, melyek közül számosat nemzetközileg lefordítottak és színpadra állítottak.
Munkái, beleértve az  I Count the Hours, egy monológ egy nőért Szarajevóban (1993), amit 12 országban állítottak színpadra; The Dream (1999-ben mutatták be New Yorkban, főszerepben Bibi Anderssonnal, Ingmar Bergman színésznőjével, ami azóta Moszkvában és Łódźban is bemutatásra került); Two days in July (2004-es regény, ami egy német katonatisztről szól, aki fellázadt a német uralom ellen 1944. július 20-án), Journey in Blue;egy önéletrajzi regény Hans Christian Andersenről (15 nyelven és országban adták ki és 2008-ban IMPAC irodalmi díjra jelölték); The Labyrinth(2006-ban kiadott regény, ami 1993-1994-ben Bécsben játszódik) Falling Shadows (2007);"Slowly Comes the Light" (2009-es regény, 2004-2005-ben játszódik Bagdadban, New Yorkban és Londonban).
Mindent egybevetve 24 országban, többek között Nagy-Britanniában, az Amerikai Egyesült Államokban, Kanadában, Németországban, Franciaországban, Spanyolországban, Lengyelországban, Törökországban, Pakisztánban, Kínában és Japánban adták ki és állították színpadra műveit.

## Élete
Dalager az 1950-es években, a háború utáni időszakban született Koppenhágában, a második világháború utáni fájdalmas emlékezés időszakában, a folyamatos gazdasági megszorítások, és a jövő felé irányuló növekvő optimizmus idejében. Szülei fűszerárusok voltak az 1950-es és 1960-as évek alatt, egészen addig, amíg édesapja Parkinson-kóros nem lett. Leírja gyökeresen megváltozó családi felépítését, ahogy ő és két öccse elköltöztek szüleikkel egy vidéki városba, Herningbe, Jyllandba, közel ahhoz a helyhez, ahol édesapja felépült. Itt érettségizett, ezután az Århus-i Egyetemen szerzett mesterdiplomát, összehasonlító irodalomból doktorált. Az 1970-es években itt vett részt a diákmozgalomban is. Akkori menyasszonyával, Anne Marie Mai-jel, több könyvet írt az irodalomról, beleértve egy kétkötetes könyvet Dán írónőkről a középkortól a jelenkorig.
Dalager 1982-ben végzett a Koppenhágai Egyetemen, hogy íróként élhessen, amit azóta is így tesz. Írt verset,  regényt, drámát és esszéket. Számos költeményét és regényét fordították le más nyelvekre és látta színdarabjait Moszkva, New York, Berlin és más városok színpadain szerte a világban.
Dalager munkái a teljesen hétköznapi emberek, jelenkori és történelmi személyek egzisztenciális körülményeire fókuszál.

## Prózai művei és színdarabjai
- Hærværksforeningen og andre noveller, 1980
- Monolog for ung mand, rádiójáték/monológ, 1982
- En aften i Hamburg, színjáték (An Eve in Hamburg) 1983-85
- Bergomi, regény, 1984
- Jon, regény, 1986
- Nat i Venedig, színjáték, 1987, ford. Night in Venice, Washington D.C., 1992
- Nat med sne og kærlighed, rádiójáték, 1987
- Morgen i Århus (Morning in Aarhus) rádiójáték, 1988
- I fremmed havn, (In a Foreign Harbour) film, 1990
- Ved havet (At the sea), tévéfilm, 1991
- Møde i natten, (Meeting in the night) tévéfilm, 1991
- Mesteren og Margarita, színjáték (The Master and the Margarita) 1991
- Herre og skygge, színjáték, 1992, ford. Lord and Shadow (bemutatók: Washington D.C., Koppenhága, Moszkva, Rio de Janeiro, Peking, Szófia stb.)
- En historie om forræderi, színjáték, 1992 (A Story about treason)
- Glemsel og erindring, regény, 1992 (To forget and to remember)
- Jeg tæller timerne, monológ (I count the hours) (bemutatók: New York, Berlin, Bécs, Koppenhága stb.)
- Længsler og skygger, színjáték, 1995
- Davids bog, regény, 1995. David's Story (lefordítva; angol, lengyel, orosz stb. nyelvekre)
- Kærlighed og forræderi, operalibrettó Niels Marthinsen számára, 1997
- Fanget, krimi, 1998
- Tilfældige forbindelser, történetek, 1998 (Casual relations)
- Drømmen, színjáték, ford. The Dream, 1999 (New York, Moszkva, Łódź, Koppenhága stb.)
- En dukkes historier, gyermektörténetek, 2000
- Øvelser i ensomhed, regény, 2000 (Exercises in loneliness)
- En halv times kærlighed, play, 2001 (A Half Hour of Love)
- To dage i juli, regény, 2002, Two Days in July (öt nyelvre lefordítva)
- Opgøret med det entydige, esszék, 2002
- Tilfældige forbindelser, Casual relations prose trilogy, 2002-2003
- Mørke og forsoning, dokumentumfilm a West Bankról és Izraelről, 2003 (Darkness and reconciliation)
- Rejse i blåt, regény, 2004. Journey in Blue (15 nyelvre lefordítva)
- Family Night, játék, 2005 (bemutató: New York, 2006)
- Ansigter, Faces, párbeszéd-monológ egy izraeli-palesztin nőről, New York, Koppenhága, 2005
- Labyrinten, novel, 2005, The Labyrinth
- American Elektra, színjáték, bemutató Peking és Koppenhága, 2007
- Falling shadows, regény, 2007
- Slowly comes the light, regény, 2009
- The Long Day, regény, 2011

## Költeményei
- Opløsningstiden (Dánia: Arkona, 1982)
- Lindholmen station (Valby, Dánia: Helka, 1985)
- Provinsidyl [Peter Nielsennel] (Valby, Dánia: Borgen, 1986)
- Århus-elegi (Valby, Denmark: Borgen, 1986)
- Vinter (Viby, Denmark: Centrum, 1987)
- Ansigt og årstid (Valby, Denmark: Borgen, 1988)
- Hjernen er en rød station (Copenhagen: Brøndum, 1989)
- Floden under huset (Valby, Denmark: Borgen, 1992)
- Wienerdage (Valby, Denmark: Borgen, 1994)
- Og du skal vågne igen (Copenhagen: Per Kofod, 1996)
- Himlen åbner sig (Copenhagen: Tiderne Skifter, 2000)

## Fordítás
- Ez a szócikk részben vagy egészben  a   Stig Dalager című angol Wikipédia-szócikk ezen változatának fordításán alapul.  Az eredeti cikk szerkesztőit annak laptörténete sorolja fel. Ez a jelzés csupán a megfogalmazás eredetét és a szerzői jogokat jelzi, nem szolgál a cikkben szereplő információk forrásmegjelöléseként..